# Argers

Argers este o comună în departamentul Marne, Franța. În 2009 avea o populație de 109 de locuitori.